# Шварцбург-Рудольштадтське князівство
Шварцбург-Рудольштадтське князівство (нім. Fürstentum Schwarzburg-Rudolstadt) — німецька держава під владою Шварцбурзького дому , що існувала в 1583—1909 роках. Заснована в 1583 році як Шварцбург-Рудольштадтське графство (нім. Grafschaft Schwarzburg-Rudolstadt), з 1710 року було підвищено в статусі до імперського князівства. Столиця — місто Рудольштадт. Населення — 93 тисячі, 8 міст, 150 комун. Територіально князівство складалося з двох окремих частин: головна, так звані «Верхні володіння» (Обергершафт, площею 733,1 км², 80 % населення), розташовувалася в Тюринзькому Лісі. Друга частина князівства, так звані «Нижні володіння» (Унтергершафт, площа 207,6 км², 20 % населення), була оточена територіями Пруссії. Тут протікала річка Заалах з притоками Локвіц, Зорніц і Шварца, а також річки Ільм, Віпра, Гера і Віццер.

## Графи таімперські князі
- Альбрехт VII (16.1.1537—10.4.1605) 1583—1605, син графа Гюнтера XL Шварцбург-Бланкенбург
- Карл Гюнтер I (6.11.1576—24.9.1630) 1605—1630, син Альбрехта VII
- Людвіг Гюнтер I (27.5.1581—4.11.1646) 1630—1646, син Альбрехта VII
- Альбрехт Антон II (2.3.1641—15.12.1710) 1646—1710, 1-й рейхсфюрст, син Людвіга I Гюнтера
- Людвіг Фрідріх I (25.10.1667—24.6.1718) 1710—1718, син Альбрехта Антона II
- Фрідріх Антон I (14.8.1692—1.9.1744) 1718—1744, син Фрідріха Людвіга I
- Йоганн Фрідріх I (8.1.1721—10.7.1767) 1744—1767, син Фрідріха Антона I
- Людвіг Гюнтер II (22.10.1708—29.8.1790) 1767—1790, син Фрідріха Людвіга I
- Фрідріх Карл I (7.6.1736—13.4.1793) 1790—1793, син Людвіга IV Гюнтера
- Фрідріх Людвіг II (9.8.1767—28.4.1807) 1793—1807, син Фрідріха Карла I
- Фрідріх Гюнтер I (6.11.1793—28.6.1867) 1807—1867, син Фрідріха Людвіга II
- Альберт I (30.4.1798—26.11.1869) 1867—1869, син Фрідріха Людвіга II
- Георг I Альберт (23.10.1838—19.1.1890) 1869—1890, син Альберта I
- Гюнтер Віктор (21.8.1852—16.4.1925) 1890—1909, син Франца Карла Фрідріха Адольфа, сина Карла Гюнтера, сина Фрідріха Карла I

## Імперські князіШварцбург (1909—1918)
- Гюнтер Віктор (21.8.1852—16.4.1925).